# Saxicola rubicola
Espèce
Saxicola rubicola est une espèce de passereaux appartenant à la famille des Muscicapidae. Elle fait partie du complexe d'espèces regroupé sous le nom vernaculaire de Tarier pâtre initialement considérées comme des sous-espèces de Saxicola torquatus.

## Morphologie
Saxicola rubicola mesure de 11,5 à 13 cm de long pour un poids moyen de 16 g.
Le mâle est aisément reconnaissable avec le fort contraste de sa tête noire, son collier blanc et son poitrail orange vif à roux. La femelle a le dos et la tête beige et est dépourvue de taches blanches sur le cou, la croupe ou le ventre, ces zones étant striées brun foncé beige, la seule tache blanche étant retrouvée sur les ailes et elle est même souvent chamois clair.
Le dimorphisme sexuel est net et les juvéniles ont également un plumage très différent de celui des adultes.

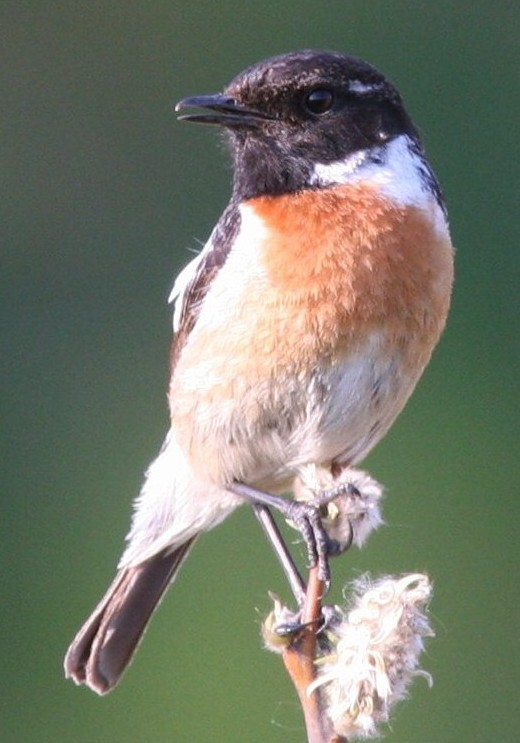
Mâle
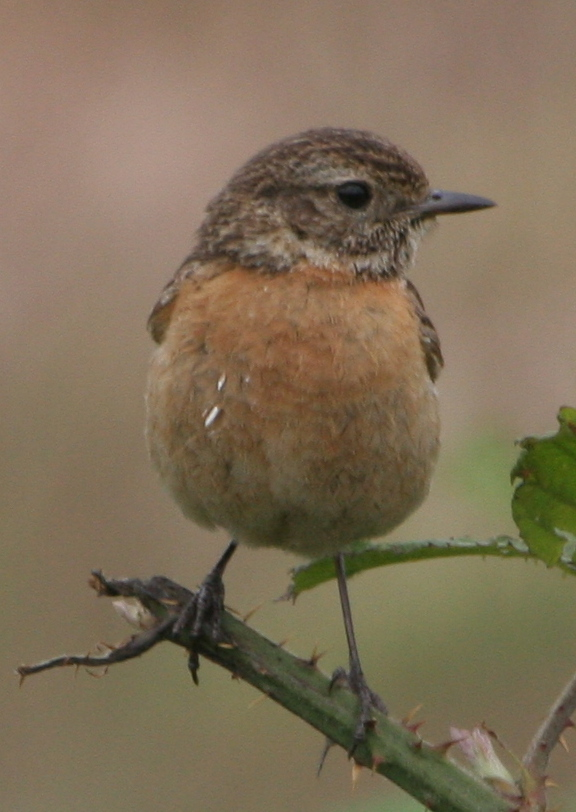
Femelle
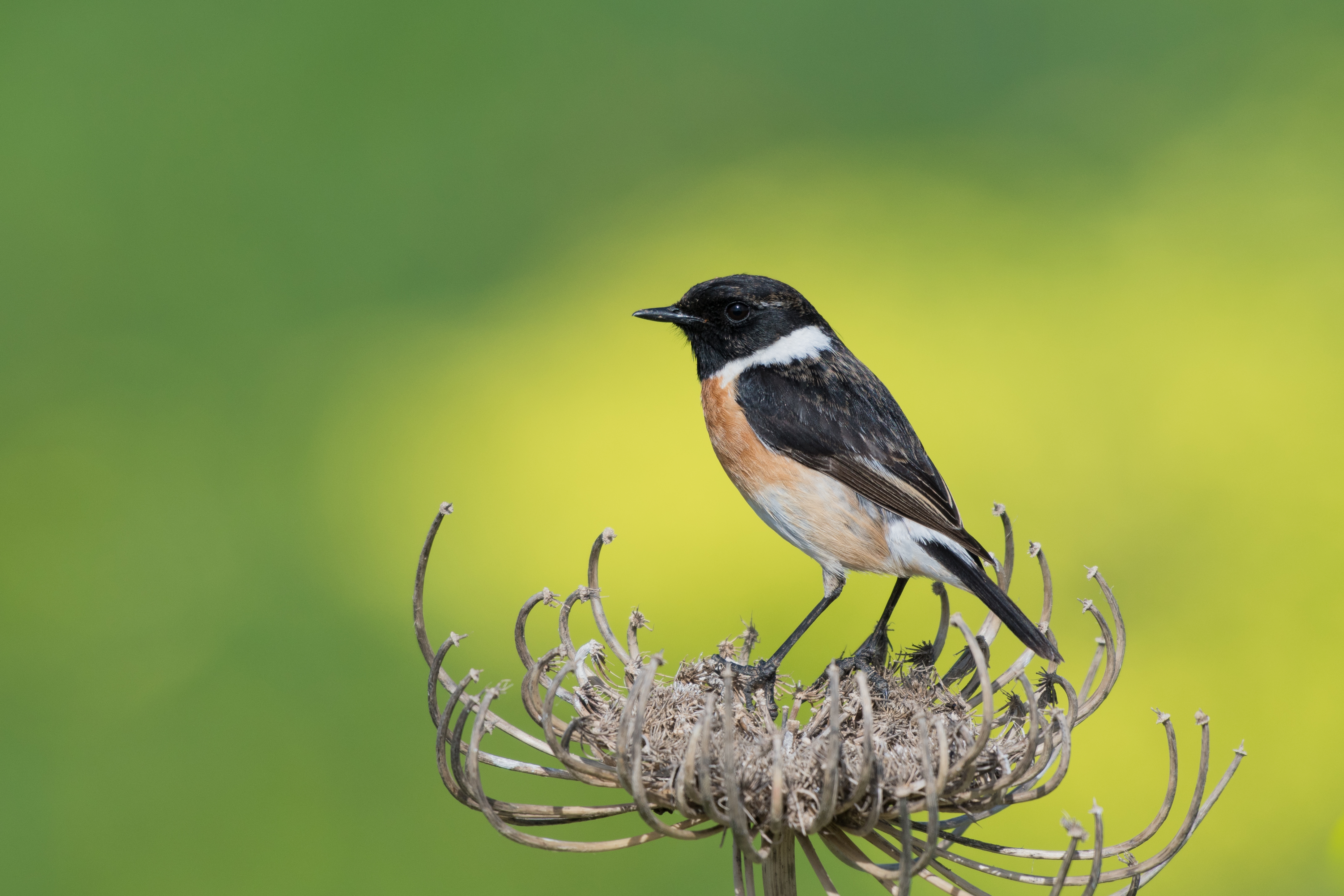
Un autre mâle dans le parc national de l'Ichkeul.
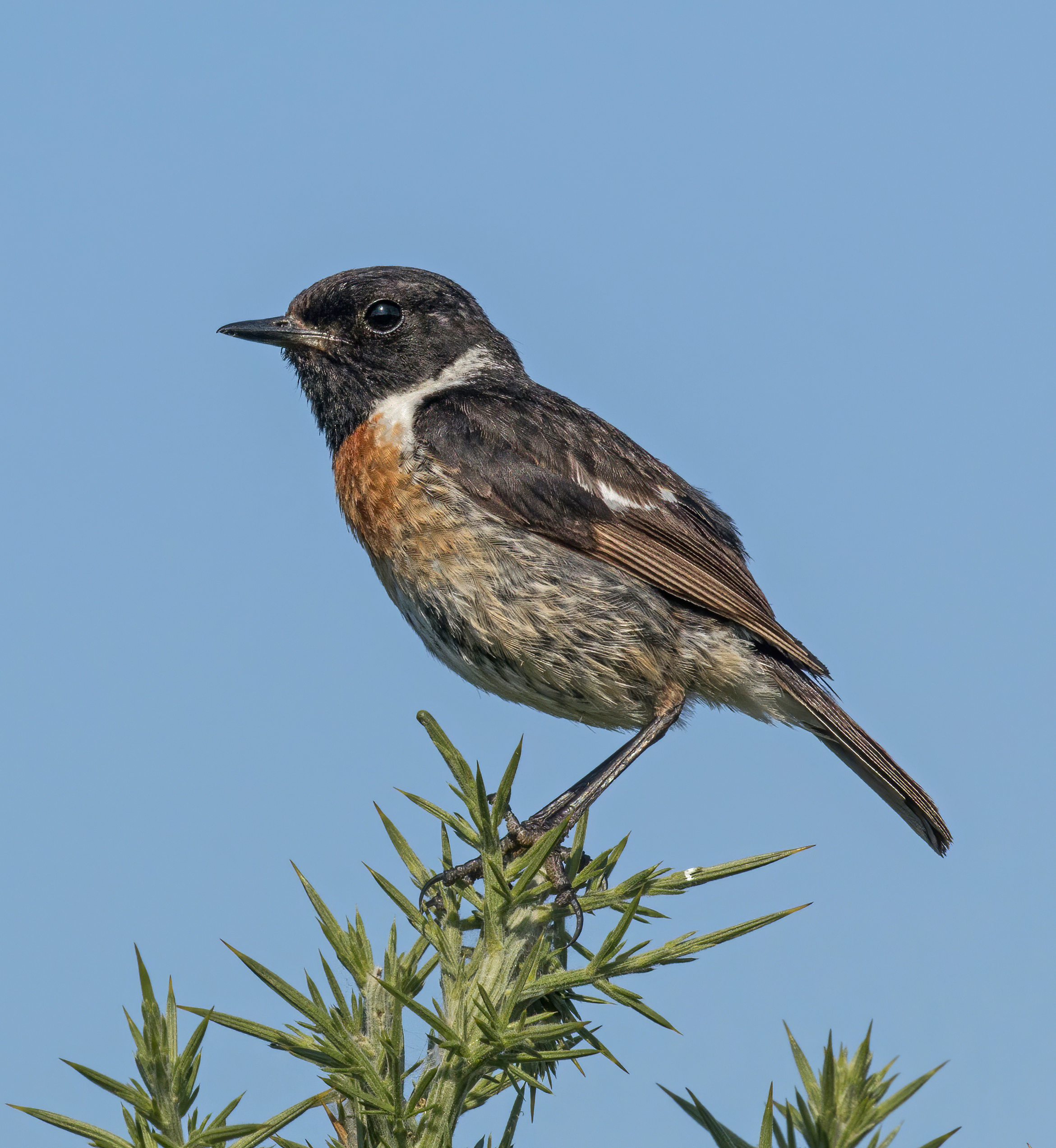
Encore un autre mâle, perché sur une branche de Ulex europaeus, dans le Hampshire (comté), Angleterre. Juillet 2016.

## Comportement

### Alimentation
Il aime les larves, les araignées, les petites chenilles, les criquets et les insectes capturés au vol.

## Reproduction

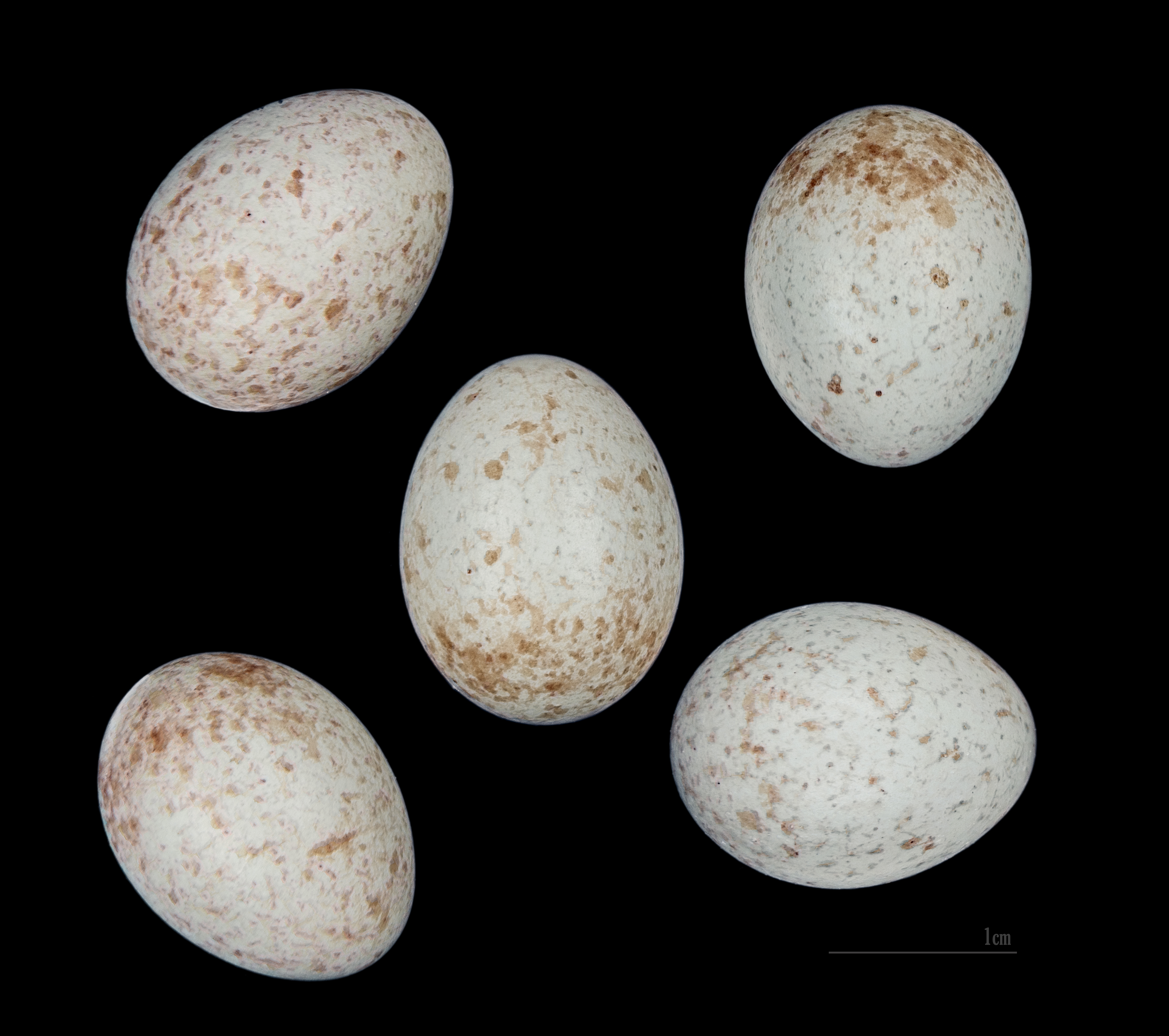
Saxicola rubicola

Le nid est placé dans une cavité creusée en grattant sur le flanc d'un talus, au pied d'un buisson. La ponte est effectuée en mai - juin. Les 5-6 œufs, bleu vert tachés de brun, sont couvés 2 semaines par la femelle.

## Répartition et habitat

### Répartition
Cet oiseau est présent en Europe (rare en Estonie et en Islande) et en Afrique du Nord.

### Habitat
Ce tarier habite les prairies, les campagnes cultivées, les vallées humides et les landes. Il peut être observé toute l'année en Europe occidentale. Cantonné à un territoire durant la saison de reproduction (avril - juillet), il a le reste de l'année un comportement dit erratique, se déplaçant au gré de la disponibilité de la nourriture.

## Systématique
- L'espèce a été décrite par le naturaliste suédois Carl von Linné en 1766, sous le nom initial de Motacilla torquata.
- Cette espèce était autrefois considérée comme faisant partie de l'espèce Saxicola torquatus, tout comme Saxicola maurus. Ce taxon était alors appelé Tarier pâtre.
- Suivant les travaux phylogéniques de Wittmann et al. (1995), le Congrès ornithologique international sépare ce taxon en quatre espèces :
  - Saxicola torquatus est présente en Afrique subsaharienne et en Arabie ;
  - Saxicola maurus est présente du Caucase et de la Turquie jusqu'à l'Himalaya et à la Chine ;
  - Saxicola rubicola est présente en Europe et en Afrique du Nord[2] ;
  - Saxicola stejnegeri (en), présente en Asie de l'Est[3].

Zink et al. (2009) montrent que Saxicola stejnegeri est l'espèce qui a commencé à se différencier en premier dans ce complexe.

### Synonyme
- Saxicola torquatus rubicola

### Liste des sous-espèces
D'après le Congrès ornithologique international, cette espèce est constituée des deux sous-espèces suivantes :
- Saxicola rubicola rubicola (Linnaeus, 1766) ;
- Saxicola rubicola hibernans (Hartert, 1910).